# ماریزا مرلینی
ماریزا مرلینی (ایتالیایی: Marisa Merlini؛ ‏ ۶ اوت ۱۹۲۳ – ۲۷ ژوئیهٔ ۲۰۰۸) بازیگر اهل ایتالیا بود.
از فیلم‌هایی که در آن نقش داشته است، می‌توان به یک خواهشی ازتون دارم، امور خانوادگی، من، من، من… و دیگران، پیرینو در مقابل همه، یک خدمتکار سیاه‌پوست خوشگل، عالیجناب با معشوقه‌اش زیر تخت، همسرم دوباره به دبیرستان می‌رود، مرتکب اعمال ناپاک نشو، کارکنان خیابانی، خاله‌های دل‌انگیز، از روی درماندگی، جولیا، حسادت به سبک ایتالیایی، کروسان با خامه، ناپلئون، شب دوم عروسی، یکسره مجنون او، همسر در سفر… دل‌داده در شهر، بال‌های زندگی و سکوت بزرگ اشاره کرد.